# 잔다르멘마르크트

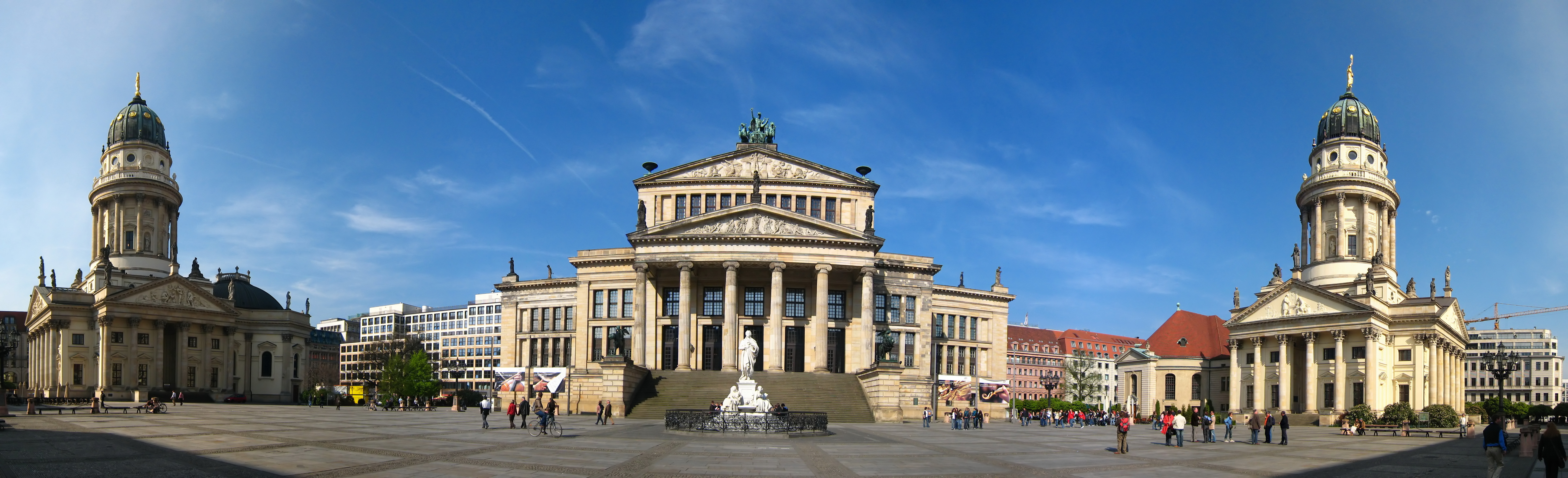
잔다르멘마르크트

잔다르멘마르크트(독일어: Gendarmenmarkt) 또는 장다르멘마르크트는 독일 베를린에 위치한 광장으로, 베를린에서 가장 아름다운 광장이라고 불리는 곳이다. 가운데 콘체르트하우스 베를린을 중심으로 북쪽에 프랑스 돔, 남쪽에 독일 돔이 나란히 위치하고 있다. 주변 지역은 예전부터 프랑스인이 많이 살고 있는 지역으로 알려져 있다.